# Cipriani Potter
Philip Cipriani Hambly Potter (Londres, 3 d'octubre de 1792 - 26 de setembre de 1871 fou un pedagog, pianista i compositor anglès.
El seu pare que era professor de música, li donà les primeres nocions del seu art, perfeccionant al jove Potter els seus estudis amb Calcott, Attwood i Joseph Woelfl. Viatjà molt per Alemanya i Itàlia; també va estar a Viena, on fou presentat a Beethoven. De retorn a Londres es dedicà a l'ensenyança del piano, i fou nomenat professor de la Royal Academy of Music, on tngué entre els seus alumnes a Kellow John Pye, i Joseph Barnaby i el 1832 se li confià la direcció d'aquest important centre docent. El 1861, després de vint-i-nou anys d'assídua labor en el desenvolupament d'aquestes funcions sol·licità i aconseguí la jubilació, sent substituït per Ernest Pauer.
Publicà moltes composicions de música de cambra, un gran duet per a dos pianos, obres per a piano a quatre mans i piano sol, etc. Aquestes produccions resten escrites amb molta correcció.